# Larinia jaysankari
Larinia jaysankari is een spinnensoort uit de familie wielwebspinnen (Araneidae).
De wetenschappelijke naam van de soort werd in 1984 gepubliceerd door Bijan Kumar Biswas.